# Airhub Airlines
Airhub Airlines è una compagnia aerea charter e cargo con sede a Luqa e con hub all'aeroporto di Malta. La compagnia opera voli charter e cargo verso destinazioni in tutto il mondo, utilizzando aeromobili di sua proprietà, noleggiandoli o operandoli inoltre per altre compagnie. Il focus è sul leasing ACMI.

## Storia
La compagnia ha ottenuto il Foreign Air Carrier Permit (FACP) dal Dipartimento dei trasporti degli Stati Uniti (DOT), che le consente di operare servizi charter da e per gli Stati Uniti. Airhub Airlines ha presentato domanda per il FACP il 3 agosto, appena due settimane dopo aver ottenuto il certificato di operatore aereo. Il DOT ha concesso il permesso alla compagnia aerea il 27 agosto 2020.
Airhub Airlines ha preso in consegna un primo Airbus A320 dalla società madre Getjet Airlines nel luglio 2020. La compagnia ha operato il suo primo volo il 25 agosto 2020 da Vilnius a Heraklion con un Airbus A320.

## Flotta

### Flotta attuale
Ad agosto 2024 la flotta di Airhub Airlines è così composta:

### Flotta storica
Nel corso degli anni, Airhub Airlines ha operato con i seguenti aeromobili: